# Colomby-Anguerny
Colomby-Anguerny es una comuna nueva francesa situada en el departamento de Calvados, en la región de Normandía.

## Historia
Fue creada el 1 de enero de 2016, en aplicación de una resolución del prefecto de Calvados de 30 de septiembre de 2015 con la unión de las comunas de Colomby-sur-Thaon y Anguerny, pasando a estar el ayuntamiento en la antigua comuna de Anguerny.

## Demografía
| Gráfica de evolución demográfica de Colomby-Anguerny entre 1800 y 2022 |
|                                                                        |

Los datos entre 1800 y 2013 son el resultado de sumar los parciales de las dos comunas que forman la nueva comuna de Colomby-Anguerny, cuyos datos se han cogido de 1800 a 1999, para las comunas de Anguerny y Colomby-sur-Thaon de la página francesa EHESS/Cassini. Los demás datos se han cogido de la página del INSEE.

## Composición
| Comuna delegada   | Código INSEE | Población (2013) | Superficie (km²) | Densidad (hab./km²) |
| ----------------- | ------------ | ---------------- | ---------------- | ------------------- |
| Anguerny          | 14014        | 754              | 2.85             | 265                 |
| Colomby-sur-Thaon | 14170        | 391              | 2.76             | 142                 |